# داونز (کانزاس)
داونز (به انگلیسی: Downs) شهری در ایالت کانزاس کشور ایالات متحده آمریکا است که جمعیت آن در سرشماری سال ۲۰۱۰ میلادی، ۹۰۰ نفر بوده‌است.